# Rhamnus diffusus
Rhamnus diffusus är en brakvedsväxtart som beskrevs av Dominique Clos. Rhamnus diffusus ingår i släktet getaplar, och familjen brakvedsväxter. Inga underarter finns listade i Catalogue of Life.

## Bildgalleri

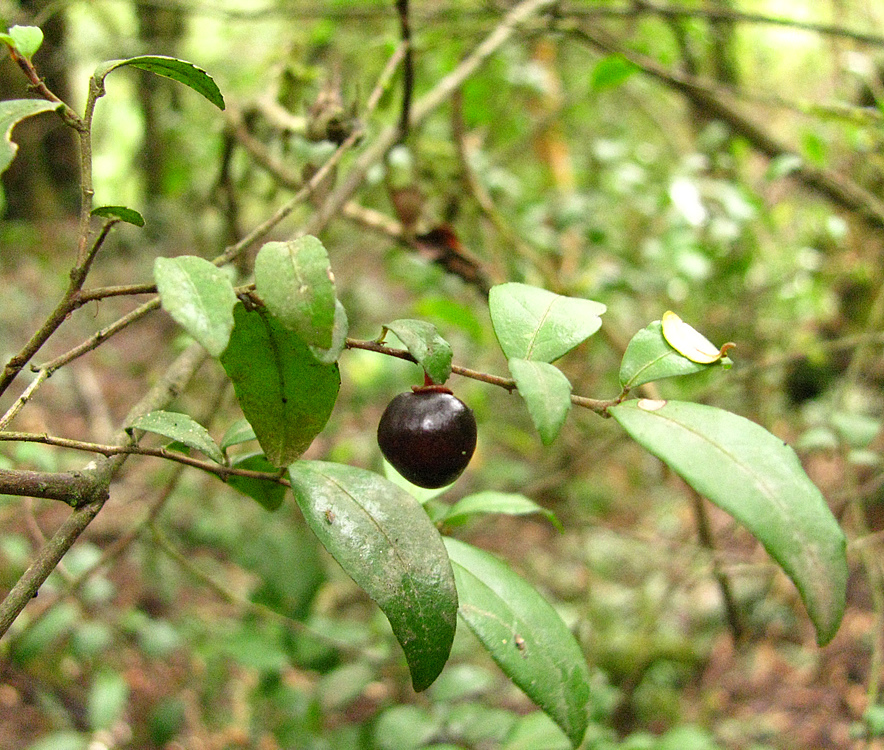
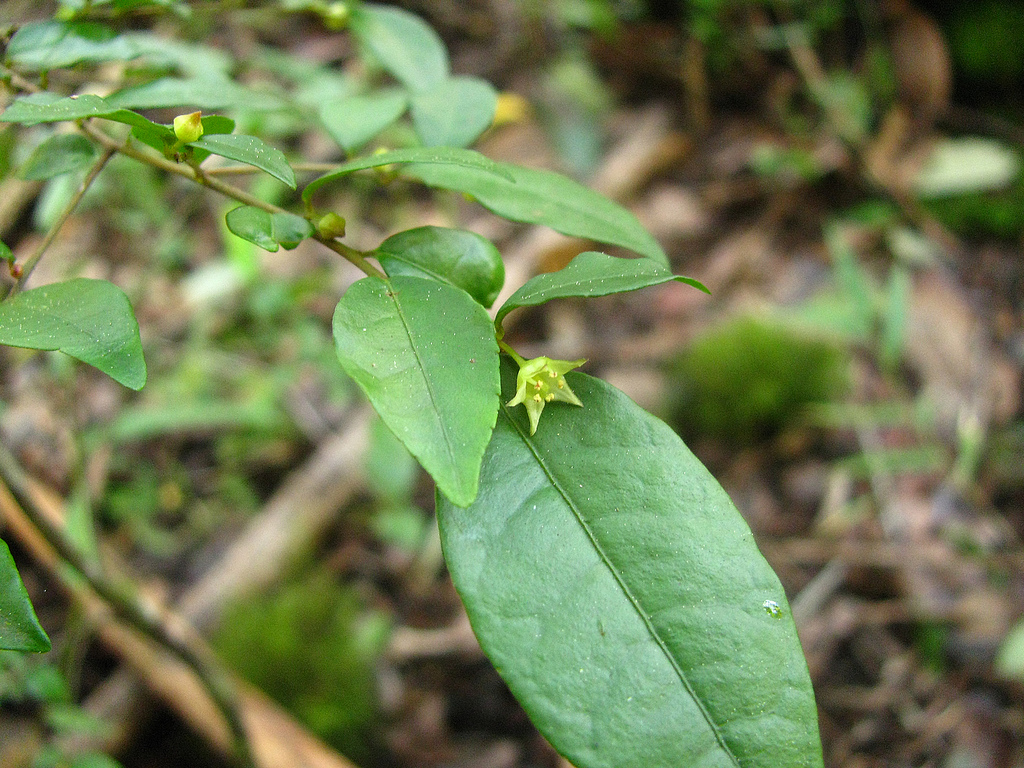